# (100275) 1994 WW12
(100275) 1994 WW12 es un asteroide perteneciente al cinturón de asteroides, descubierto el 28 de noviembre de 1994 por el equipo del Spacewatch desde el Observatorio Nacional de Kitt Peak, Arizona, Estados Unidos.

## Designación y nombre
Designado provisionalmente como 1994 WW12.

## Características orbitales
1994 WW12 está situado a una distancia media del Sol de 2,992 ua, pudiendo alejarse hasta 3,237 ua y acercarse hasta 2,748 ua. Su excentricidad es 0,081 y la inclinación orbital 11,59 grados. Emplea 1891 días en completar una órbita alrededor del Sol.

## Características físicas
La magnitud absoluta de 1994 WW12 es 15,4. Tiene 4,76 km de diámetro y su albedo se estima en 0,078.